# 정역 (조선)
정역(鄭易, ? ~ 1425년 음력 1월 26일)은, 고려 말 조선 초기의 문신이다. 본관은 해주(海州), 자는 순지(順之), 호는 백정(栢亭)이고, 시호는 정도(貞度)이다.
정역의 딸은 태종의 둘째 왕자 효령대군(孝寧大君)의 부인이다. 

## 생애
고려 우왕(禑王) 원년(1375년)에 처음 벼슬길에 나아갔으며 우왕 9년(1383년)에 과거에 급제하였다.
조선 태종 때에 원종공신(原從功臣)에 책봉되었다. 태종 4년(1404년) 지형조사(知刑曹事)로써 진언을 올려 호패법(戶口法)을 통하여 귀천의 명분을 엄격히 함으로써 신분 질서를 확립할 것을 건의하였다. 이거이 부자의 옥사와 관련하여 재령으로 유배되었다가 두 달 만에 복귀하기도 하였다.
태종 10년(1410년)에는 풍해도도관찰사(豐海道都觀察使)로써 백성들의 기근(飢饉)을 아뢰어, 태종이 경기(京畿)·강원(江原)·풍해도(豐海道)의 군사가 4월부터 7월까지 번상(番上)하여 시위(侍衛)하는 것을 정지하게 하기도 하였다. 이 해 10월 중군동지총제(中軍同知摠制)로써 명에 가는 하정사 부사(副使)로 발탁되었다.
태종 11년(1411년) 원종공신 3등에 책록되었다. 태종 12년(1412년)에는 공안부윤(恭安府尹)으로써 순덕왕대비(順德王大妃) 김씨(金氏)의 장례 의식에 상복도감(喪服都監)의 제조(提調)를 맡았으며 대사헌으로써 박만·임순례·조순화·조영무·맹사성·조혼 등을 논죄하는가 하면 조계(朝啓) 때에 사관을 입시하게 할 것을 청하기도 하였다. 태종은 정역의 청에 대해 답하지 않고, 앞서 사관 민인생 등이 자신의 허락도 없이 멋대로 경연이나 내전 연회에 숨어들어 엿들은 것과 굳이 당일의 사실을 기록해야 할 필요가 있다면 대언(代言)이 있는데 굳이 사관까지 더 배석시킬 필요가 없다며 "정역의 말은 뭔가 철저하게 생각한 것도 아니고, 그냥 대언이 자기들 일하는 게 싫어서 정역을 사주해 저런 말을 하게 한 것"이라고 정언 김여지에게 말하기도 하였다.
태종 13년(1413년)에는 혜정교(惠正橋) 거리에서 어린아이 곽금(郭金)·막금(莫金)·막승(莫升)·덕중(德中) 등이 공차기를 하면서 하나는 주상(主上)이라 하고, 하나는 효령군(孝寧君), 하나는 충녕군(忠寧君), 하나는 반인(伴人)이라 부르며 서로 치다가 공 하나가 다리 밑의 물로 굴러 들어가자 "효령군이 물에 빠졌다"고 하였는데, 마침 효령대군의 유모(乳母)가 이를 듣고 쫓아가 잡아서 대사헌 정역에게 고했다(마침 정역 본인이 효령대군의 장인이기도 했다). 정역은 곽금 등을 잡아다 형조의 감옥에 가두었고, 태종이 행행(行幸)에서 돌아오자 형조에서 요언률(妖言律)로써 처벌해야 한다고 아뢰었으나, 태종은 열 살 밖에 안 된 아이들이 요언(妖言)을 조작했다고 볼 수도 없고 뭔가 역심이 있어서 그런 것도 아니라며 아이들을 풀어주고 관련 기록을 소각할 것과 해당 사건에 대해 더 언급하지 말 것을 명하였다.
3월 12일에는 사헌부에서 대간의 서경을 허락할 것을 상소하였다. 16일에는 대사헌으로써 청대·배사하는 예절과 시중의 물가를 안정시킬 방안에 대해 상소하기도 하였다.
태종 14년(1414년)에는 한성부윤으로써 대제학(大提學) 김한로(金漢老)·계성군(鷄城君) 이내(李來) 등과 함께, 앞서 옛 고려의 왕족 왕거을오미(王巨乙吾未)를 보고도 알리지 않은 죄로 고신을 빼앗긴 우홍부(禹洪富)에게 그의 고신을 돌려줄 것을 청하였다. 태종 15년(1415년)에는 충청도도관찰사로써 경칩 이후에는 전답과 산림에 불을 놓지 말도록 한 금령을 더욱 엄격하게 시행할 것을 청하기도 하였다. 또한 시직(時職)·산직(散職) 3품 이하 9품 이상이 2품 이상을 꾸짖은 자는 《대명률(大明律)》의 ‘수령(首領) 및 통속관(統屬官)이 5품 이상 장관을 꾸짖은 예’에 따라 장(杖) 80대, 7품 이하와 양인(良人) 등이 6품 이상을 꾸짖은 자는 《대명률》의 ‘6품 이하 장관을 꾸짖은 것은 3등을 감하는 예’에 비하여 태(笞) 50대를 치는 법을 시행하게 되었는데, 형조판서 정역이 주청한 것이었다.
세종 즉위년에는 명에 대한 조공에서 금은(金銀)을 대체할 물품으로 상왕 태종이 마필과 베를 제안한 데에 대하여 새끼 매로 대체할 것을 주장하기도 하였다. 세종 1년(1419년) 태종의 서자인 경녕군 비와 함께 명에 사은사(태종의 양위와 세종의 즉위에 대해 명이 보낸 사신에 대한 답사였다)로 파견되었다 4개월 뒤에 돌아왔다.

## 인물
실록에는 정역에 대해 "사람됨이 중후하고 근검하여, 집에 있으면서 사치를 부리지 않았고 왕실과 혼인하여 벼슬이 1품에 이르렀으나 교만한 기색이 없었으며, 다스림에 있어서는 너그러움과 간소를 위주로 하였다."고 평하였다. 조선 태종이 일찍이 정역에 대해 "마음가짐이 충직하니 덕 있는 사람이다"라고 평하고, 정역이 병이 있을 때는 어의(御醫)를 보내어 위문하거나 약과 주찬(酒饌)을 내렸으며 정역은 효령대군의 장인으로써 태종의 사돈이었고, 종친으로 우대받아 왕실 연회에 참석하는 것이 허락되었으며 그가 사망하자 세종은 내관(內官)을 보내어 조문하고, 3일 간 조회를 정지하였으며 그의 장례를 관에서 주관하게 하였다.
한편으로 태종이 세금을 줄여 농민과 상인에게 30분의 1만을 징수하는 삼십세일지법(三十稅一之法)을 행하려는 것을 예조판서로써 반대하여 실행시키지 못하였는데, 태종은 "이 법은 옛날 성왕(聖王)의 유제(遺制)로서 중국에서도 준수하여 시행하는 좋은 법인데 정역이 이 법을 달갑지 않게 여기니, 고대 중국 성왕의 법을 택하지 않으면 또 무엇을 택하란 말이냐. 이를 통해서 재상은 모름지기 글 읽은 사람을 써야 된다는 사실을 알게 되었다."고 혹평하였다. 또한 당시 농가에서 가을에 심은 대맥(大麥)·소맥(小麥)을 이듬해 초여름에 수확하고 또 콩을 심는 이모작을 행하는 것에 대해 1년치로 한 번만 거두는 것을 호조(戶曹)에서 세를 두 번 거두기를 청하였을 때, 태종은 경기감사(京畿監司) 허지(許遲)의 주청대로 보리를 거둘 때와 콩을 거둘 때의 각각의 수확량을 계산해서 1년치로 한 번만 거두도록 하였으나 형조판서 정역은 호조와 마찬가지로 1년에 두 번 거두어야 한다고 주장했고, 다른 판서들은 모두 조세를 중복으로 거두는 것이라며 반대했다.
태종 16년(1416년) 12월에는 태종이 호조(戶曹)에 명하여 앞서 민간에 군자(軍資)를 빌려 준 것을 독촉하여 받으라고 명하자 정역은 호조판서로써 "지금이 12월 초순이므로 날짜 기한이 넉넉합니다. 독촉하여 받을 수 있습니다."라 하였는데, 태종은 정역에 대해 호조로서는 엄하게 법령을 세워서 독촉하여 받아들여야 하는데 호조에서 일을 태만하게 하고 있다고 꾸짖었고, 이때 정역은 독촉하여 받는 일은 의금부(義禁府)·한성부(漢城府)가 실지로 맡고 있다며, 호조에서는 오로지 환상(還上)하고 고찰하는 것만 맡고 있다고 변론하였다. 태종은 엄하게 조사해서 해가 지나기 전에 모두 환수할 것과 사헌부에서도 해당 건을 감독하게 할 것을 명했다. 또한 태종은 의창(義倉)의 곡식은 평민 외에는 주지 말라고 명하였는데, 영의정 유정현이 노비가 있는 사람 가운데에도 환상이 없으면 굶게 되는 사람이 많다고 지적했고, 태종은 노비가 있는 사람 중에도 굶주리는 사람이 있긴 하겠지만 그들보다는 환과 고독(鰥寡孤獨)이 더 급하다며 그들을 먼저 구제해야 한다고 했는데, 정역은 황희(黃喜)와 함께 환과고독에게만 다 주고 노비 딸린 사람에게 주지 않았다가는 "공정하지 못해 굶주린다"는 탄식이 있을 것이라고 아뢰었고, 태종은 조말생의 건의대로 환과고독을 우선으로 먼저 환상을 주되, 앞서 꾸어가 놓고 환납하지 않은 체납자에게는 주지 않는 것으로 하였다. 또한 앞서 역신(逆臣) 유기(柳沂)의 아우 유한(柳漢)을 처치하지 않았다는 이유로 참찬(參贊) 윤향(尹向)·강원도 도관찰사(江原道都觀察使) 신상(申商)·선공 부정(繕工副正) 유정(柳汀)·덕은 현감(德恩縣監) 이반(李胖) 등과 함께 사헌부의 탄핵을 받았는데, 태종은 이에 대해 더 이상 논하지 말라는 명을 내렸다.
또한 세종 1년(1419년) 태종의 서자인 경녕군 비와 함께 명에 사은사로 파견되었을 때 경녕군과 마찰이 있었다. 정역은 돌아와 태종(당시 상왕)에게 "경녕군이 북경으로 가는 도중에 사람의 말을 잘 듣지 않고 고집불통이었다"고 험담하였는데, 태종이 함께 사신으로 갔던 권도와 선존의 등을 불러서 그 진위를 묻자 권도 등은 모두 그런 적이 없다고 답했고, 태종은 정역을 꾸짖으면서도 "일찍부터 경의 순직함을 아는 까닭에 이번에는 논책하지 않겠다"고 하기도 하였다.
세종 6년(1424년) 앞서 정역의 집 노비가 당시 영의정 류정현의 장리(長利) 돈을 꾸어서 쓴 적이 있는데, 마침 그 해에 흉년으로 가난하고 궁핍하여 미처 갚지 못하였으나 류정현은 그 노비에게 빚 갚을 것을 종용하며 기어이 그의 집 가마솥까지 뜯어왔다. 이에 정역은 사위 효령대군에게 이를 호소했고, 효령대군이 류정현의 아들을 불러 꾸짖기도 했다.

## 관직
- 교주도안렴부사(交州道按廉副使)
- 사헌부지평(司憲府持平)
- 전리정랑(典理正郞)
- 형조의랑(刑曺議郞)
- 연안(延安)·안변(安邊)·남원(南原)·양주(楊州)·재령(載寧)·함주(咸州)의 6읍 수령
- 예문관 직제학(藝文館直提學)
- 태종 4년(1404년) - 지형조사(知刑曺事)[25]
- 좌간의(左諫議)
- 태종 6년(1406년) - 우사간(右司諫)[26]
- 형조참의(刑曺參議)[27]
- 호조참의(戶曺參議)
- 태종 10년(1410년) - 풍해도도관찰사(豊海道都觀察使)
- 중군동지총제(中軍同知摠制)[28]
- 한성부윤(漢城府尹)[29]
- 태종 11년(1411년) 5월 ~ 참지의정부사(參知議政府事)[30]
- 태종 12년(1412) - 공안부윤[31]
- 태종 12년 8월 28일 ~ 13년(1413년) 4월 7일 - 대사헌(大司憲)[32]
- 태종 13년 4월 7일 - 예문관제학(藝文館提學)[33]
- 태종 14년 10월 13일 ~ 15년 1월 26일 - 충청도도관찰사(忠淸道都觀察使)[34]
- 판한성부사(判漢城府事)[35]
- 예조판서[36]
- 형조판서[37]
- 호조판서
- 태종 18년(1418) 7월 8일 - 이조판서[38]
- 세종 1년(1419) 8월 25일 - 의정부 찬성사(議政府贊成事)[39]
- 태종 15년(1415년) 12월 28일 - 예문관대제학(藝文館大提學)[40]
- 판중군도총제부사(判中軍都摠制府事)

## 자녀
『세종실록』에는 충경(忠敬)과 충석(忠碩) 두 아들의 이름이 기록되어 있다. 정역의 딸은 효령대군(孝寧大君)의 부인으로 태종 8년(1408년) 숙의옹주(淑懿翁主)에 봉해졌다.